# Route fédérale
 (juin 2015).
Si vous disposez d'ouvrages ou d'articles de référence ou si vous connaissez des sites web de qualité traitant du thème abordé ici, merci de compléter l'article en donnant les références utiles à sa vérifiabilité et en les liant à la section « Notes et références ».

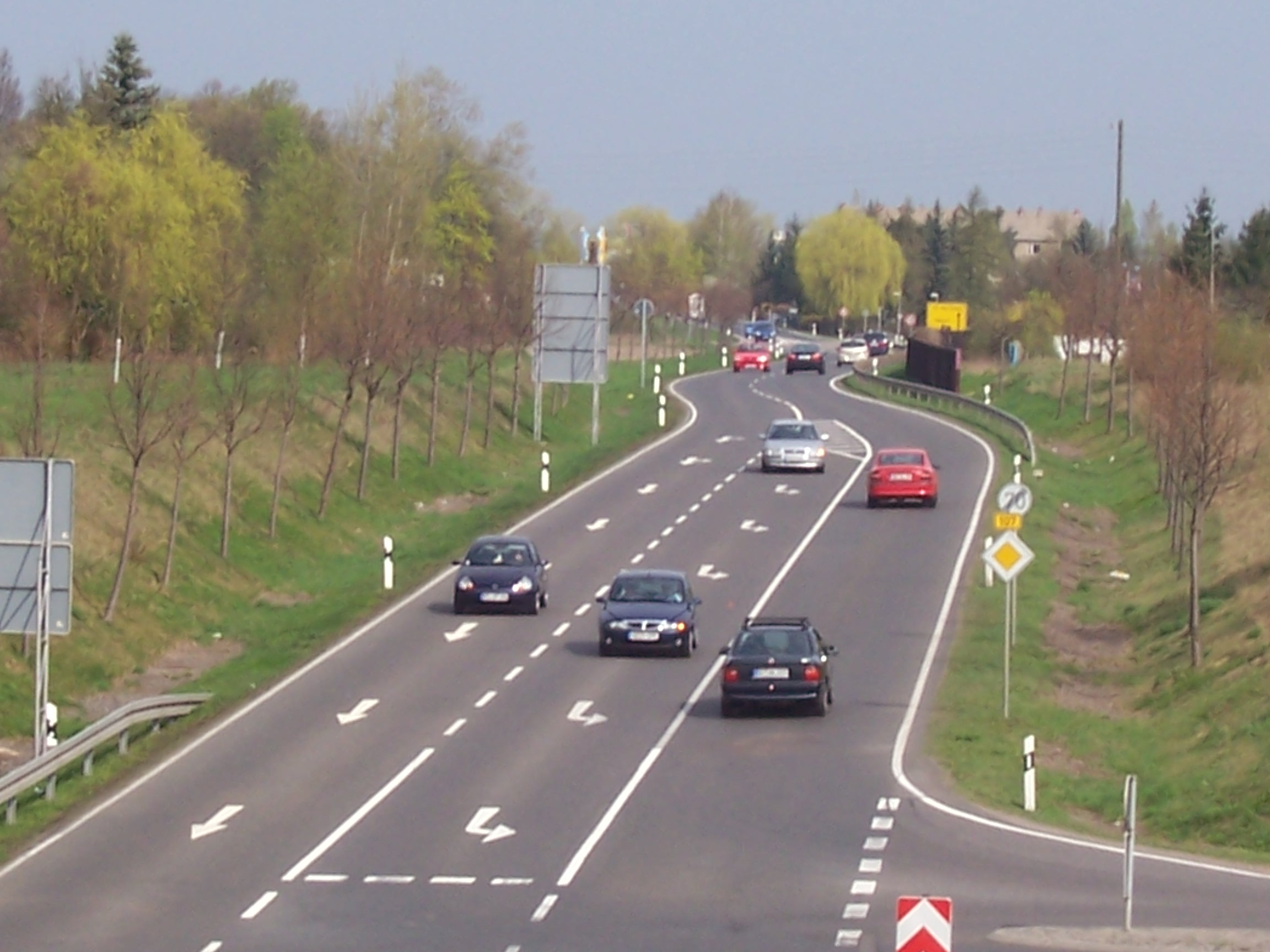
Vue de la Bundesstraße 107 reliant Pritzwalk à Chemnitz, à hauteur d'Eilenbourg.

Une route fédérale est une route qui traverse plusieurs États fédérés au sein d’un État fédéral.
- Allemagne : Bundesstraße
- Autriche : Bundesstraße
- Brésil
- États-Unis : Interstate highway